# Carl Beichling
Carl Heinrich Beichling, modernisiert auch Karl Heinrich Beichling, (* 28. April 1803 in Dresden; † 9. September 1876 in Tilsit) war ein deutscher Architektur- und Landschaftsmaler, Radierer, Kupferstecher und Lithograf.

## Leben
Beichling besuchte nach dem Schulabschluss von 1823 bis 1832 die Kunstakademie in seiner Heimatstadt. Er schuf neben Landschaftsgemälden auch Architekturansichten sowie Radierungen, darunter auch aus dem Königreich Böhmen. Ein Teil seiner Bilder wurde zunächst als Kupferstiche, später als Stahlstiche oder Lithographien verlegt.
Sein Sohn Hermann Beichling wurde ebenfalls Radierer.
Werke (Auswahl)
- Eines seiner bedeutendsten Werke sind die 30 Blätter An- und Aussichten der Herrschaft Tetschen in Böhmen nach Carl Friedrich Grünwald, die er zwischen 1826 und 1828 herausgab.[4]
- In den Ausstellungen der Kunstakademie in Dresden waren unter anderem 1837 die Ruine Schloss Eger oder 1864 der Wasserturm in Bauzen und das Innere der Nürnberger Lorenzkirche zu sehen.

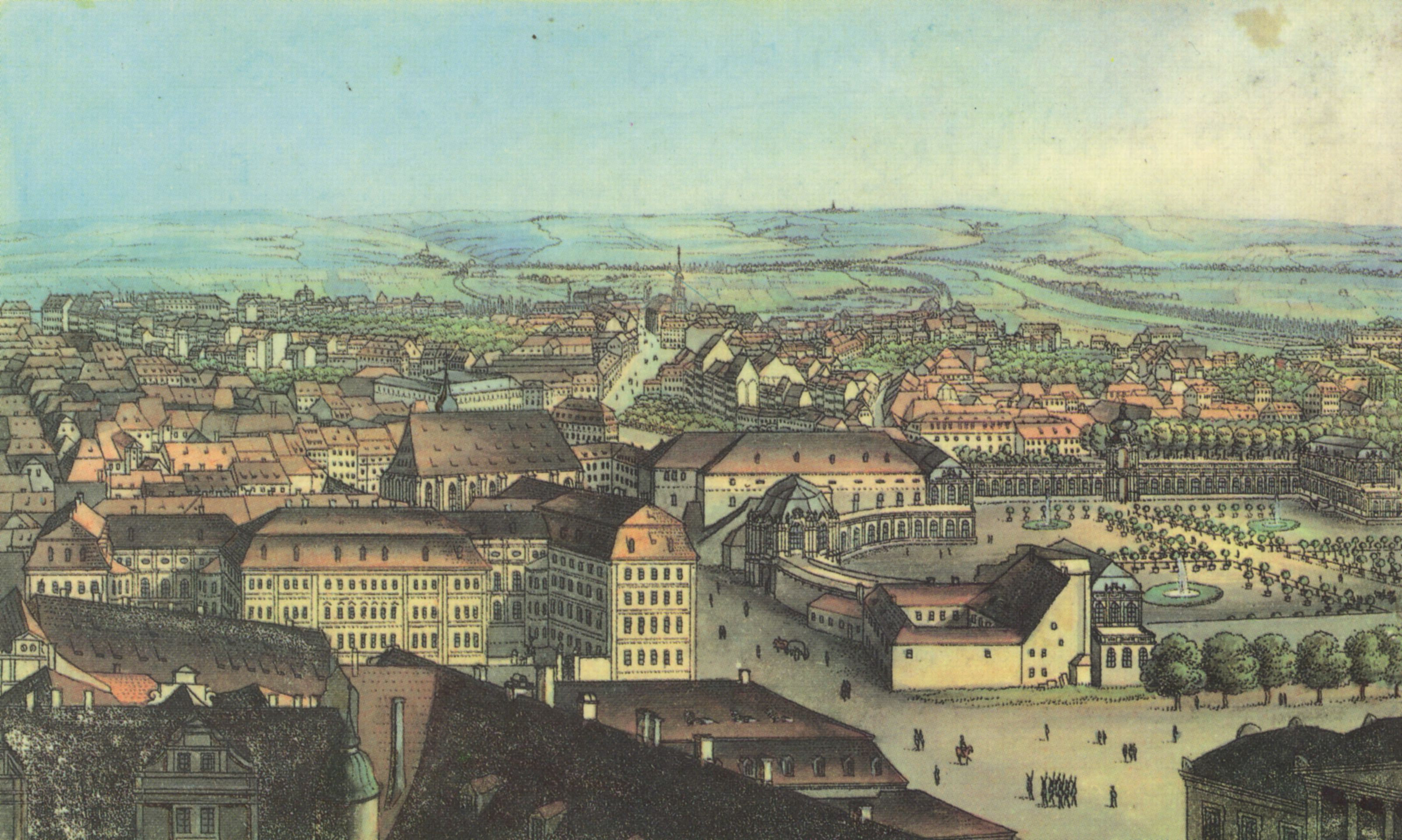
Blick auf den Zwinger in Dresden (vor 1849)
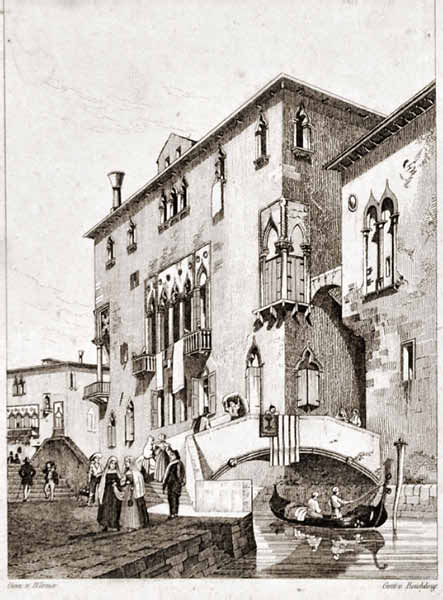
Venedig, Szene am Kanal, gez. 1834
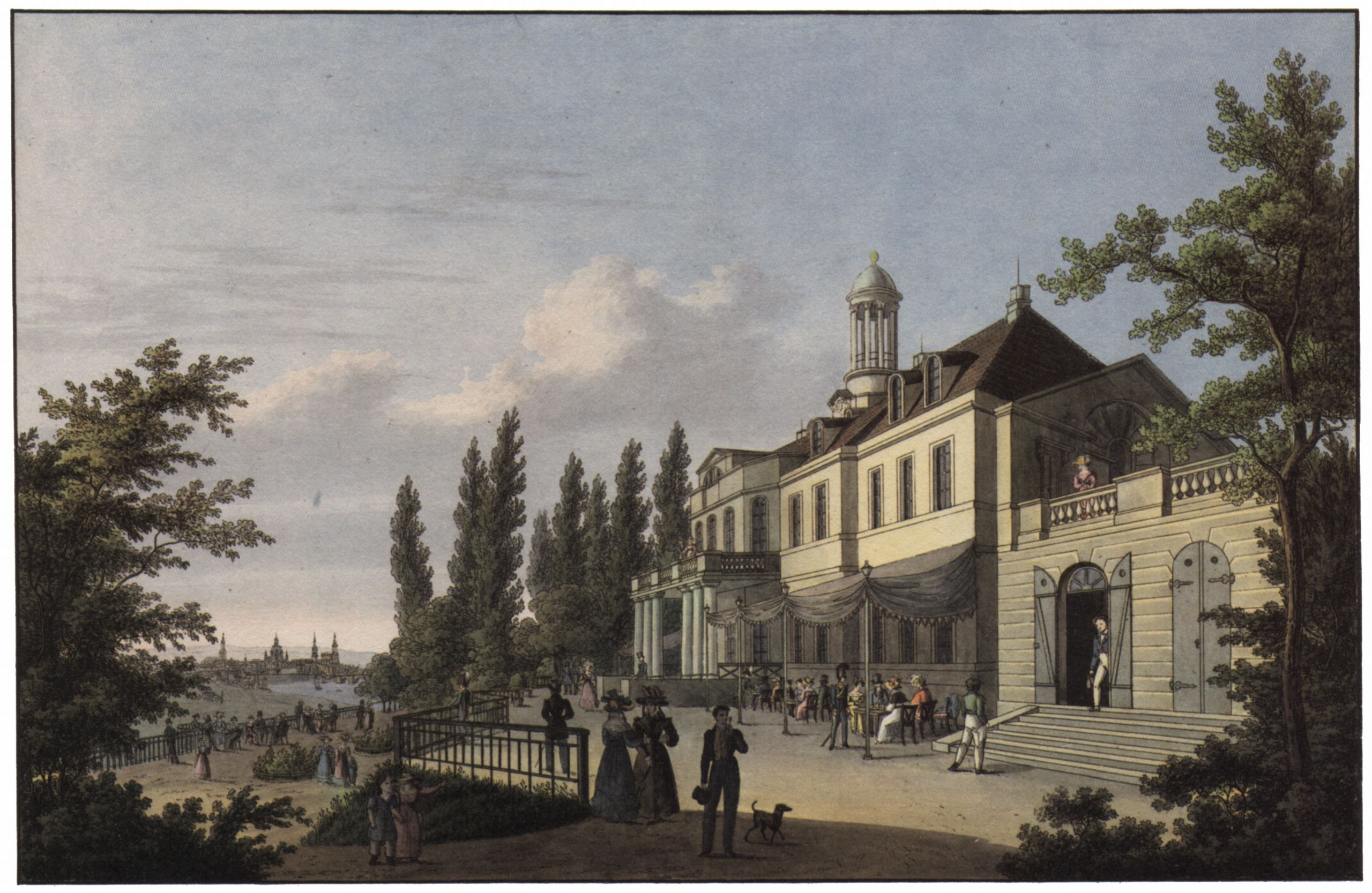
Palais Findlater, gez. um 1850